# サンディランズ・トラム駅
サンディランズ・トラム駅 (英語:Sandilands tram stop) は、グレーター・ロンドン、クロイドン・ロンドン特別区にあるトラムリンクの駅である。
エディカム道路沿いの住宅エリアからクロイドン東までを対象としている。
当路面電車駅には、4ルートが通る。

## 2016年の事故
2016年11月9日の早朝、当駅の東側にある急カーブとなっている路線の分岐点にて、路面電車が脱線転覆する事故が発生し、死者7名および負傷者50名以上の惨事となった。